# Guido Vivarelli
Guido Vivarelli (Domodossola, 16 settembre 1942) è un dirigente sportivo, allenatore di calcio ed ex calciatore italiano, di ruolo attaccante.

## Carriera

### Giocatore
Inizia a giocare a 14 anni negli allievi della "Nino Polli" di Domodossola, società iscritta ai campionati della Lega Giovanile del Verbano-Cusio-Ossola. Passato alla Juventus Domo è subito schierato in prima squadra nel Campionato Nazionale Dilettanti 1958-1959. Nel maggio 1959 è l'ossolano Gastone Tellini, arrivato alla Simmenthal-Monza nel 1958, a proporlo ai dirigenti monzesi nel maggio 1959 che lo convocano per un provino che poi sarà decisivo per il suo passaggio ai biancorossi.
Nelle prime due stagioni è utilizzato nel campionato De Martino e il 9 aprile 1961 esordisce in prima squadra nella gara Simmenthal-Monza - Mantova 0-0. 
La stagione successiva è nell'organico della prima squadra, ma a novembre è ceduto in prestito al Torino dove disputa il campionato "Cadetti" e il Torneo di Viareggio. A fine campionato i granata lo scartano per un difetto alla vista e Guido rientra al Simmenthal-Monza.
A Monza disputa otto campionati per un totale di 180 presenze e 26 gol.
Nel 1969 passa al Savona dove disputa quattro campionati di Serie C ed infine al Cosenza, sempre in Serie C, prima di terminare la carriera con il Savoia in Serie D.

### Allenatore
Consegue il patentino di allenatore di terza categoria fra il 1967 e il 1968 e, salvo le sostituzioni fatte al Savoia (allenatore-giocatore) e a Seregno in Serie C2 1981-1982, non ha di fatto mai preso in considerazione proposte per allenare alcuna squadra.

### Direttore Sportivo
Terminata la carriera di calciatore nel 1977 diventa il direttore sportivo del Seregno, società a cui rimase per 5 stagioni fino al 1983, lasciando gli azzurri all'inizio della stagione sportiva 1980-1981 per raggiungere il Rende in Serie C1, sempre come direttore sportivo. Rientrato a Seregno vi rimase fino alla retrocessione nei dilettanti.

## Palmarès

### Giocatore
- Serie C: 1

Monza: 1966-1967
- Serie D: 1

Cosenza: 1974-1975